# Makarivka, Bobrovîțea
Makarivka (în ucraineană Макарівка) este un sat în orașul raional Bobrovîțea din regiunea Cernihiv, Ucraina.

## Demografie
Componența lingvistică a localității Makarivka
     Ucraineană (99,24%)
     Alte limbi (0,76%)
Conform recensământului din 2001, majoritatea populației localității Makarivka era vorbitoare de ucraineană (99,24%), existând în minoritate și vorbitori de alte limbi.